# Kalu Uche
Kalu Uche (Aba, 15 novembre 1982) è un ex calciatore nigeriano, di ruolo attaccante.
È fratello del calciatore Ikechukwu Uche.

## Carriera

### Club
Cresce nell'Enyimba International, dove viene utilizzato come attaccante, per lo più come seconda punta. Si trasferisce poi all'Iwanyanwu Nationale dove in alcune partite viene adattato a centrocampista offensivo.
Nel 2000 viene acquistato dall'Espanyol, dove gioca con la seconda squadra: conta poche presenze, nessuna da titolare con l'Espanyol B. Nel gennaio del 2002 passa al Wisła Cracovia, dove trova più spazio, grazie anche al tecnico Henryk Kasperczak. Gioca 11 partite.
Nelle stagioni seguenti gioca come seconda punta, disputando 26 partite nella seconda stagione in Polonia, tra centrocampo e attacco, segnando 5 reti. La terza e ultima stagione è quella in cui segna più reti; gioca 24 partite ma quasi tutte da attaccante e segna così 8 gol. In Polonia ha vinto anche per due volte la coppa nazionale.
La stagione 2004-2005 non è brillante e la passa a Bordeaux, in prestito, dove totalizza comunque 24 presenze segnando solo una rete.
A partire dalla stagione 2005-2006 veste la maglia dell'Almería di cui è titolare inamovibile. Schierato soprattutto come punta in un 4-2-3-1.
Il suo primo gol in Liga lo sigla nella stagione 2007-2008 in un pareggio 2-2 contro l'Espanyol. Poco dopo trova il sigillo anche contro il Real Madrid allo Stadio Santiago Bernabéu.
Nella stagione 2009-2010 sigla 9 reti, la sua annata più prolifica che contribuisce anche a salvare il suo club per la terza stagione consecutiva.
Il 4 agosto 2011 firma un contratto biennale con il club svizzero del Neuchâtel Xamax.
Il 30 gennaio 2012 viene ceduto all'Espanyol. L'11 marzo 2012 realizza i suoi primi tre gol con la nuova maglia, ai danni del Rayo Vallecano (5-1). Conclude il campionato siglando altre 3 reti, per 6 in totale nell'annata.
Il 24 luglio 2012 viene acquistato dai turchi del Kasımpaşa Spor Kulübü per 1,5 milioni di euro, firmando un contratto per tre stagioni.

### Nazionale
Con la maglia della Nigeria viene costantemente impiegato come esterno di centrocampo o come mezzala in un centrocampo a 3. Viene convocato per i Mondiali sudafricani del 2010 nei quali segna due reti consecutive, una alla Grecia e una alla Corea del Sud, ma non bastano per portare le Super Aquile agli ottavi di finale.

## Statistiche

### Presenze e reti nei club
Statistiche aggiornate al 4 giugno 2016.
| Stagione        | Squadra         | Campionato      | Campionato | Campionato | Coppe nazionali | Coppe nazionali | Coppe nazionali | Coppe continentali | Coppe continentali | Coppe continentali | Altre coppe | Altre coppe | Altre coppe | Totale | Totale |
| Stagione        | Squadra         | Comp            | Pres       | Reti       | Comp            | Pres            | Reti            | Comp               | Pres               | Reti               | Comp        | Pres        | Reti        | Pres   | Reti   |
| --------------- | --------------- | --------------- | ---------- | ---------- | --------------- | --------------- | --------------- | ------------------ | ------------------ | ------------------ | ----------- | ----------- | ----------- | ------ | ------ |
| 2005-2006       | Almería         | SD              | 27         | 4          | CR              | 0               | 0               | -                  | -                  | -                  | -           | -           | -           | 27     | 4      |
| 2006-2007       | Almería         | SD              | 28         | 8          | CR              | 1               | 0               | -                  | -                  | -                  | -           | -           | -           | 29     | 8      |
| 2007-2008       | Almería         | PD              | 30         | 3          | CR              | 2               | 0               | -                  | -                  | -                  | -           | -           | -           | 32     | 3      |
| 2008-2009       | Almería         | PD              | 27         | 8          | CR              | 3               | 0               | -                  | -                  | -                  | -           | -           | -           | 30     | 8      |
| 2009-2010       | Almería         | PD              | 28         | 9          | CR              | 1               | 0               | -                  | -                  | -                  | -           | -           | -           | 29     | 9      |
| 2010-2011       | Almería         | PD              | 32         | 7          | CR              | 5               | 1               | -                  | -                  | -                  | -           | -           | -           | 37     | 8      |
| 2011-gen. 2012  | Neuchâtel Xamax | SL              | 14         | 6          | CS              | 2               | 2               | -                  | -                  | -                  | -           | -           | -           | 16     | 8      |
| gen.-giu. 2012  | Espanyol        | PD              | 15         | 6          | CR              | -               | -               | -                  | -                  | -                  | -           | -           | -           | 15     | 6      |
| 2012-2013       | Kasımpaşa       | SL              | 34         | 19         | TK              | 1               | 1               | -                  | -                  | -                  | -           | -           | -           | 35     | 20     |
| 2013-gen. 2014  | Al-Jaish        | QSL             | 8          | 4          | EQC             | 3               | 0               | -                  | -                  | -                  | -           | -           | -           | 11     | 4      |
| gen.-giu. 2014  | Al-Rayyan       | QSL             | 8          | 7          | EQC             | 0               | 0               | ACL                | 3                  | 4                  | -           | -           | -           | 11     | 11     |
| gen.-giu. 2015  | Levante         | PD              | 16         | 5          | CR              | -               | -               | -                  | -                  | -                  | -           | -           | -           | 16     | 5      |
| 2015            | Pune City       | ISL             | 11         | 4          | -               | -               | -               | -                  | -                  | -                  | -           | -           | -           | 11     | 4      |
| gen.-giu. 2016  | Almería         | SD              | 15         | 3          | CR              | -               | -               | -                  | -                  | -                  | -           | -           | -           | 15     | 3      |
| Totale Almería  | Totale Almería  | Totale Almería  | 187        | 42         |                 | 12              | 1               |                    | -                  | -                  |             | -           | -           | 199    | 43     |
| Totale carriera | Totale carriera | Totale carriera | 293        | 93         |                 | 18              | 3               |                    | 3                  | 4                  |             | -           | -           | 314    | 100    |

#### Cronologia presenze e reti in nazionale
| Cronologia completa delle presenze e delle reti in nazionale ― Nigeria | Cronologia completa delle presenze e delle reti in nazionale ― Nigeria | Cronologia completa delle presenze e delle reti in nazionale ― Nigeria | Cronologia completa delle presenze e delle reti in nazionale ― Nigeria | Cronologia completa delle presenze e delle reti in nazionale ― Nigeria | Cronologia completa delle presenze e delle reti in nazionale ― Nigeria | Cronologia completa delle presenze e delle reti in nazionale ― Nigeria | Cronologia completa delle presenze e delle reti in nazionale ― Nigeria |
| Data                                                                   | Città                                                                  | In casa                                                                | Risultato                                                              | Ospiti                                                                 | Competizione                                                           | Reti                                                                   | Note                                                                   |
| ---------------------------------------------------------------------- | ---------------------------------------------------------------------- | ---------------------------------------------------------------------- | ---------------------------------------------------------------------- | ---------------------------------------------------------------------- | ---------------------------------------------------------------------- | ---------------------------------------------------------------------- | ---------------------------------------------------------------------- |
| 21-6-2003                                                              | Benin City                                                             | Nigeria                                                                | 2 – 2                                                                  | Angola                                                                 | Qual. Coppa d'Africa 2004                                              | 1                                                                      |                                                                        |
| 9-10-2004                                                              | Libreville                                                             | Gabon                                                                  | 1 – 1                                                                  | Nigeria                                                                | Qual. Mondiali 2006                                                    | -                                                                      | 85’                                                                    |
| 27-5-2008                                                              | Graz                                                                   | Austria                                                                | 1 – 1                                                                  | Nigeria                                                                | Amichevole                                                             | 1                                                                      | 78’                                                                    |
| 1-6-2008                                                               | Abuja                                                                  | Nigeria                                                                | 2 – 0                                                                  | Sudafrica                                                              | Qual. Mondiali 2010                                                    | -                                                                      | 69’                                                                    |
| 7-6-2008                                                               | Freetown                                                               | Sierra Leone                                                           | 0 – 1                                                                  | Nigeria                                                                | Qual. Mondiali 2010                                                    | -                                                                      | 74’                                                                    |
| 15-6-2008                                                              | Malabo                                                                 | Guinea Equatoriale                                                     | 0 – 1                                                                  | Nigeria                                                                | Qual. Mondiali 2010                                                    | -                                                                      |                                                                        |
| 21-6-2008                                                              | Abuja                                                                  | Nigeria                                                                | 2 – 0                                                                  | Guinea Equatoriale                                                     | Qual. Mondiali 2010                                                    | -                                                                      |                                                                        |
| 6-9-2008                                                               | Port Elizabeth                                                         | Sudafrica                                                              | 0 – 1                                                                  | Nigeria                                                                | Qual. Mondiali 2010                                                    | -                                                                      | 56’ 68’                                                                |
| 11-10-2008                                                             | Abuja                                                                  | Nigeria                                                                | 4 – 1                                                                  | Sierra Leone                                                           | Qual. Mondiali 2010                                                    | -                                                                      |                                                                        |
| 19-11-2008                                                             | Bogotà                                                                 | Colombia                                                               | 1 – 0                                                                  | Nigeria                                                                | Amichevole                                                             | -                                                                      |                                                                        |
| 11-2-2009                                                              | Londra                                                                 | Nigeria                                                                | 0 – 0                                                                  | Giamaica                                                               | Amichevole                                                             | -                                                                      | 75’                                                                    |
| 29-5-2009                                                              | Londra                                                                 | Irlanda                                                                | 1 – 1                                                                  | Nigeria                                                                | Amichevole                                                             | -                                                                      |                                                                        |
| 2-6-2009                                                               | Saint-Étienne                                                          | Francia                                                                | 0 – 1                                                                  | Nigeria                                                                | Amichevole                                                             | -                                                                      | 71’                                                                    |
| 7-6-2009                                                               | Abuja                                                                  | Nigeria                                                                | 3 – 0                                                                  | Kenya                                                                  | Qual. Mondiali 2010                                                    | -                                                                      |                                                                        |
| 20-6-2009                                                              | Radès                                                                  | Tunisia                                                                | 0 – 0                                                                  | Nigeria                                                                | Qual. Mondiali 2010                                                    | -                                                                      | 85’                                                                    |
| 6-9-2009                                                               | Abuja                                                                  | Nigeria                                                                | 2 – 2                                                                  | Tunisia                                                                | Qual. Mondiali 2010                                                    | -                                                                      |                                                                        |
| 12-1-2010                                                              | Benguela                                                               | Egitto                                                                 | 3 – 1                                                                  | Nigeria                                                                | Coppa d'Africa 2010 - 1º turno                                         | -                                                                      | 69’                                                                    |
| 16-1-2010                                                              | Benguela                                                               | Nigeria                                                                | 1 – 0                                                                  | Benin                                                                  | Coppa d'Africa 2010 - 1º turno                                         | -                                                                      | 74’                                                                    |
| 30-1-2010                                                              | Benguela                                                               | Nigeria                                                                | 1 – 0                                                                  | Algeria                                                                | Coppa d'Africa 2010 - Finale 3º posto                                  | -                                                                      | 65’                                                                    |
| 25-5-2010                                                              | Wattens                                                                | Nigeria                                                                | 0 – 0                                                                  | Arabia Saudita                                                         | Amichevole                                                             | -                                                                      | 46’                                                                    |
| 30-5-2010                                                              | Milton Keynes                                                          | Nigeria                                                                | 1 – 1                                                                  | Colombia                                                               | Amichevole                                                             | -                                                                      | 62’                                                                    |
| 6-6-2010                                                               | Tembisa                                                                | Nigeria                                                                | 3 – 1                                                                  | Corea del Nord                                                         | Amichevole                                                             | -                                                                      | 46’                                                                    |
| 12-6-2010                                                              | Johannesburg                                                           | Argentina                                                              | 1 – 0                                                                  | Nigeria                                                                | Mondiali 2010 - 1º turno                                               | -                                                                      | 74’                                                                    |
| 17-6-2010                                                              | Bloemfontein                                                           | Grecia                                                                 | 2 – 1                                                                  | Nigeria                                                                | Mondiali 2010 - 1º turno                                               | 1                                                                      |                                                                        |
| 22-6-2010                                                              | Durban                                                                 | Nigeria                                                                | 2 – 1                                                                  | Corea del Sud                                                          | Mondiali 2010 - 1º turno                                               | 1                                                                      |                                                                        |
| 11-8-2010                                                              | Suwon                                                                  | Corea del Sud                                                          | 2 – 1                                                                  | Nigeria                                                                | Amichevole                                                             | -                                                                      | 32’                                                                    |
| 5-9-2010                                                               | Calabar                                                                | Nigeria                                                                | 2 – 0                                                                  | Madagascar                                                             | Qual. Coppa d'Africa 2012                                              | -                                                                      |                                                                        |
| 10-10-2010                                                             | Conakry                                                                | Guinea                                                                 | 1 – 0                                                                  | Nigeria                                                                | Qual. Coppa d'Africa 2012                                              | -                                                                      |                                                                        |
| 27-3-2011                                                              | Abuja                                                                  | Nigeria                                                                | 4 – 0                                                                  | Etiopia                                                                | Qual. Coppa d'Africa 2012                                              | -                                                                      | 88’                                                                    |
| 1-6-2011                                                               | Abuja                                                                  | Nigeria                                                                | 4 – 1                                                                  | Argentina                                                              | Amichevole                                                             | -                                                                      | 46’                                                                    |
| 5-6-2011                                                               | Addis Abeba                                                            | Etiopia                                                                | 2 – 2                                                                  | Nigeria                                                                | Qual. Coppa d'Africa 2012                                              | 1                                                                      |                                                                        |
| 11-10-2011                                                             | Watford                                                                | Ghana                                                                  | 0 – 0                                                                  | Nigeria                                                                | Amichevole                                                             | -                                                                      | 60’                                                                    |
| 12-11-2011                                                             | Abuja                                                                  | Nigeria                                                                | 0 – 0                                                                  | Botswana                                                               | Amichevole                                                             | -                                                                      | Uscita                                                                 |
| 15-11-2011                                                             | Kaduna                                                                 | Nigeria                                                                | 2 – 0                                                                  | Zambia                                                                 | Amichevole                                                             | 1                                                                      | 82’                                                                    |
| 15-2-2012                                                              | Monrovia                                                               | Liberia                                                                | 0 – 2                                                                  | Nigeria                                                                | Amichevole                                                             | -                                                                      |                                                                        |
| 24-5-2012                                                              | Lima                                                                   | Perù                                                                   | 1 – 0                                                                  | Nigeria                                                                | Amichevole                                                             | -                                                                      |                                                                        |
| 3-6-2012                                                               | Calabar                                                                | Nigeria                                                                | 1 – 0                                                                  | Namibia                                                                | Qual. Mondiali 2014                                                    | -                                                                      | 79’                                                                    |
| 9-6-2012                                                               | Blantyre                                                               | Malawi                                                                 | 1 – 1                                                                  | Nigeria                                                                | Qual. Mondiali 2014                                                    | -                                                                      | 67’                                                                    |
| Totale                                                                 |                                                                        | Presenze                                                               | 38                                                                     |                                                                        | Reti                                                                   | 6                                                                      |                                                                        |

## Palmarès

### Club

#### Competizioni nazionali
- Supercoppa di Polonia: 1

Wisła Cracovia: 2001
- Coppa di Lega polacca: 1

Wisła Cracovia: 2001
- Coppa di Polonia: 2

Wisła Cracovia: 2001-2002, 2002-2003
- Campionato polacco: 2

Wisła Cracovia: 2002-2003, 2003-2004
- Qatar Crown Prince Cup: 1

Al-Jaish: 2014